# TMK 2400
TMK 2400 niskopodni je tramvaj koji proizvodi Končar. U voznom parku Zagrebačkog električnog tramvaja nosi oznaku NT 2400. Tramvaj je prilagođen zagrebačkoj prometnoj mreži te se u njemu istodobno može prevoziti 115 osoba.
Ovaj je model prvi potpuno novi tramvaj u voznom parku ZET-a nakon 15 godina. Prvi je primjerak modela (od 40 naručenih) isporučen na Trešnjevačku remizu 4. veljače 2025. godine, nakon čega je ispitivan te konačno pušten u promet 10. ožujka.
Kupnja prvih 20 tramvaja ovog modela za Grad Zagreb financirana je iz Nacionalnog plana oporavka i otpornosti 2021. – 2026. u iznosu od gotovo 47,2 milijuna eura.

## Osnovne specifikacije
- Duljina vozila: 20 800 mm[2]
- Broj sjedećih mjesta: 27+6[5]
- Broj stajaćih mjesta: 80[5]
- Broj mjesta za osobe u invalidskim kolicima: 1[6]
- Kapacitet putnika: 115[2] (uključujući vozača)
- Najveća brzina: 70 km/h[2]

## Tehničke odlike
Model TMK 2400 sastoji se od tri međusobno zglobno povezana modula. Prednji i stražnji modul opremljeni su voznim postoljima, dok je srednji modul zglobovima spojen sa susjednim modulima te nema osovine na postolju. Vozilo ima četiri ulazna vrata: po jedna vrata na prednjem i stražnjem modulu te dvoja vrata na srednjem modulu. 
Na krovu tramvaja nalaze se ključni tehnički uređaji, uključujući energetsku elektroniku, glavne osigurače, opremu za klimatizaciju, ventilaciju i grijanje, pantograf, odvodnik prenapona, pretvarače i otpornike. 
TMK 2400 opremljen je baterijama koje se pune tijekom kočenja, što smanjuje potrošnju električne energije i omogućuje vozilu da nastavi s radom na kraće udaljenosti pri prekidu napajanja. Ova značajka povećava pouzdanost u prometu i smanjuje utjecaj na okoliš.[nedostaje izvor]
Niskopodni ulaz olakšava pristup osobama s invaliditetom, roditeljima s dječjim kolicima i starijim putnicima. Tramvaj je opremljen USB priključcima (tip A i tip C) za punjenje mobilnih uređaja, sustavom najave stajališta i modernim računalnim monitorima koji pružaju putnicima informacije o ruti i stajalištima.

## Galerija
- Desna strana vozila, s vratima
- Stražnja strana vozila
- Unutrašnjost vozila sa zaštitnom prevlakom na podovima
- TMK 2400 na testiranju u hangaru na Trešnjevci